# Koppelnutzung

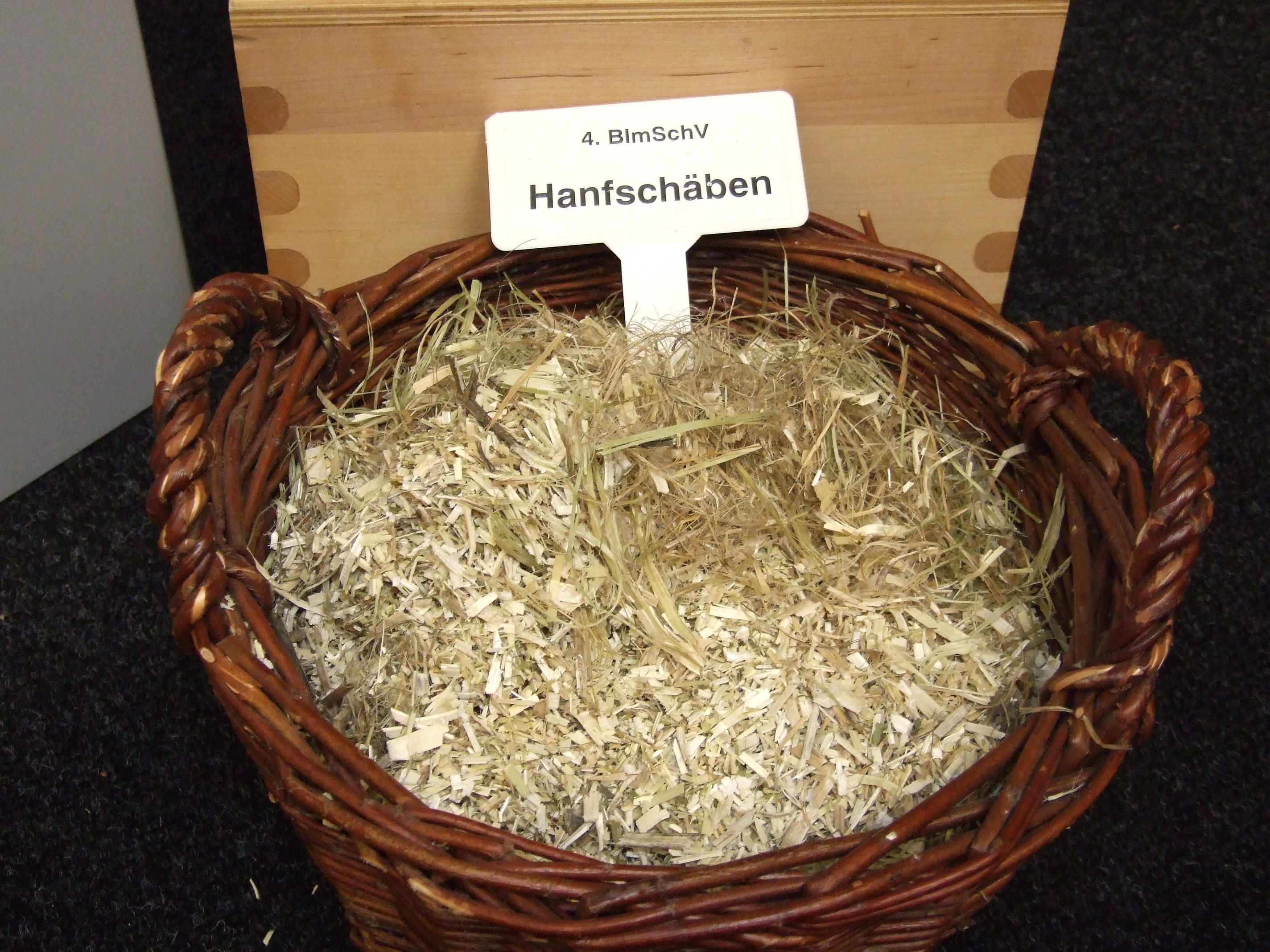
Hanfschäben als Koppelprodukt der Hanffasergewinnung

Als Koppelnutzung wird die Nutzung eines Nebenprodukts neben einem Hauptrohstoff bzw. -produkt bezeichnet. Auf diese Weise soll eine nachhaltige und effektive Nutzung von Rohstoffen erreicht werden. Sie wird unterschieden von der Kaskadennutzung, die neben der Nutzung eines Rohstoffs über mehrere Stufen bezeichnet. 
Der Begriff Koppelnutzung wird vor allem bei der Nutzung von Agrarrohstoffen verwendet. Dabei kann es sich sowohl um Nutzungen im Bereich der Nahrungs- und Futtermittelindustrie wie auch um die Nutzung von nachwachsenden Rohstoffen für stoffliche und energetische Nutzungen handeln. Heute wird unter Koppelnutzung häufig auch die parallele Erzeugung
von Produkten und/oder Energie aus Biomasse verstanden.
Klassische Koppelnutzungen sind die Nutzung von Getreidestroh als Nebenprodukt der Getreideernte oder von Schäben bei der Fasergewinnung bei Flachs und Hanf, vor allem als Tiereinstreu. Insbesondere durch die Herstellung von Biokraftstoffen hat sich die Koppelnutzung von Glycerin als Nebenprodukt der Biodieselproduktion oder von Bagasse bei der Produktion von Bioethanol als Koppelnutzung etabliert. Auch die Erzeugung von Prozessenergie aus den Prozessabfällen bei der Konversion von Biomasse zu Produkten stellt eine Koppelnutzung das (Verbrennung von Lignin bei der Papierherstellung, Biogasproduktion aus Reststoffen). Beim Konzept der Bioraffinerie wird versucht, ein möglichst weit integriertes System zur vollständigen Nutzung von Biomasse und aller Nebenprodukte zur stofflichen und energetischen Nutzung zu erreichen – auch dies stellt entsprechend eine Koppelnutzung dar.
Durch eine Koppelnutzung können wie bei der Kaskadennutzung sowohl ökologische wie ökonomische Vorteile wie eine geringere Belastung der Umwelt, Einsparung von Treibhausgasen, geringere Kosten und höhere Wertschöpfungen erreicht werden.